# Список мікропроцесорів Intel

Логотип Intel

Тут наведено список мікропроцесорів фірми Intel, починаючи з першого 4-бітного 4004 (1971), завершуючи процесорами Core на ядрі Nehalem. 

## Нумерація процесорів Intel
Кожній категорії продукції Intel була привласнена своя цифра.
Першими виробами Intel стали мікросхеми пам'яті (PMOS-чипи), яким була присвоєна нумерація 1xxx. У серії 2xxx розроблялися мікросхеми NMOS. Біполярні мікросхеми були віднесені до серії 3xxx. 4-розрядні мікропроцесори отримали позначення 4xxx. Мікросхеми CMOS отримали позначення 5xxx, пам'ять на магнітних доменах — 7xxx, 8-ми і більше розрядні мікропроцесори та мікроконтролери належали до серії 8xxx. Серії 6xxx і 9xxx не використовувалися.
Друга цифра позначала тип продукції: 0 — процесори, 1 — мікросхеми RAM, 2 — контролери, 3 — мікросхеми ROM, 4 — зсувні регістри, 5 — мікросхеми EPLD, 6 — мікросхеми PROM, 7 — мікросхеми EPROM, 8 — чипи спостереження та схеми синхронізації в генераторах імпульсів, 9 — чипи для телекомунікацій.
Третя і четверта цифри відповідали порядковому номеру виробу.
Для таких процесорів як 8086/88, 186/188, 286, 386, 486 були випущені співпроцесори для операцій з рухомою комою, як правило остання цифра у таких співпроцесорів була 7 (8087, 187, 287, 387, 487).

## 4-бітові процесори

### Intel 4004: перший процесор, реалізований в одній мікросхемі
- Представлений: 15 листопада 1971
- Частота: 740 кГц

У всій технічній документації фірми Intel, що відноситься до 4004, включаючи найперші проспекти, випущені в листопаді 1971 року, явно вказується, що мінімальний період тактового сигналу становить 1350 наносекунд, що означає, що максимальна тактова частота, при якій 4004 може нормально функціонувати становить 740 кГц. У багатьох джерелах наводиться інше, хибне значення максимальної тактової частоти — 108 кГц; ця цифра наводиться на деяких інтернет-сторінках самої фірми Intel. Мінімальний час циклу інструкції 4004 становить 10,8 мікросекунд (8 циклів сигналу синхронізації), і, швидше за все, хтось колись переплутав цю цифру з максимальною тактовою частотою. На жаль, ця помилка отримала дуже широке поширення.
- Швидкодія: 0,092 MIPS
- Ширина шини: 4 біта (мультиплексування шини адреси / даних внаслідок обмеженої кількості виводів мікросхеми)
- Кількість транзисторів: 2300
- Технологія: 10 мкм PMOS
- Адресна пам'ять: 640 байт
- Пам'ять для програми: 4 Кбайта
- Один з перших комерційних мікропроцесорів
- Використовувався в калькуляторі Busicom
- На мікропроцесорі 4004 був побудований «мозок» космічного апарата Піонер-10, запуск якого відбувся в березні 1972. Передбачуваний життєвий цикл становив близько 2-х років, але до 2003 року, коли був втрачений радіозв'язок з апаратом, комп'ютер і більшість його електронних систем продовжували функціонувати.

Серія MCS-4:
- 4004-мікропроцесор
- 4001-ROM & 4 Bit Port
- 4002-RAM & 4 Bit Port
- 4003-10 Bit Shift Register
- 4008-Memory+I/O Interface
- 4009-Memory+I/O Interface

### 4040
MCS-40 родина:
- 4040-CPU
- 4101-1024-bit (256 x 4) Static RAM with separate I/O
- 4201-4 MHz Тактовий генератор
- 4207-General Purpose Byte I/O Port
- 4209-General Purpose Byte I/O Port
- 4211-General Purpose Byte I/O Port
- 4265-Programmable General Purpose I/O Device
- 4269-Programmable Keyboard Display Device
- 4289-Standard Memory Interface for MCS-4/40
- 4308-8192-bit (1024 x 8) ROM w/ 4-bit I/O Ports
- 4316-16384-bit (2048 x 8) Static ROM
- 4702-2048-bit (256 x 8) EPROM
- 4801-5.185 MHz Clock Generator Crystal for 4004/4201A or 4040/4201A

## 8-бітові процесори

### 8008
- Представлений 1 квітня 1972 року
- Тактова частота 200 кГц (8008-1: 800 кГц)
- 0.05 MIPS
- Ширина шини даних 8 біт (мультиплексовані шини адреси/даних через обмежену кількість виходів мікросхеми)
- МОП логіка
- 3500 транзисторів, техпроцес 10 мкм.
- Адресована пам'ять 16 кілобайт
- Використовувався в перших восьмибітових мікрокомп'ютерах, терміналах, калькуляторах, розливальних машинах
- Розроблявся паралельно із 4004
- Спочатку передбачався для використання в мікрокомп'ютері Datapoint 2200
- Найбільше використовувався в мікрокомп'ютері Texas Instruments 742 для понад 3,000 салонів Ford

### 8080
- Представлений 1 квітня 1974 року
- Тактова частота 2 МГц
- 0,64 MIPS
- Ширина шини даних 8 біт, адреси 16 біт (максимальний обсяг пам'яті 64 KB)
- Технологія логічних елементів: N-МОН
- 6000 транзисторів
- Асемблер сумісний в обидва боки з 8008.
- 10-кратна потужність в порівнянні з 8008
- Потребує 8 допоміжних чипів проти 20 для 8008
- Використовувався у комп'ютері у Altair 8800, деяких контролерах світлофорів, а також як вбудований процесор у ракетах[яких?][джерело?]

### 8085
- Представлений в березні 1976 року
- Тактова частота 2 МГц[1]
- 0.37 MIPS
- Ширина шини даних 8 біт, адреси 16 біт
- Depletion load NMOS logic
- 6,500 3 мкм транзисторів
- Бінарна сумісність асемблера в обидва боки з 8080.
- CMOS 80C85 в Tandy TRS-80.
- Високий рівень інтеграції, працює від +5В джерела живлення замість трьох: +5В, -5В і +12В.

## 16-бітові процесори: Походженняx86

### 8086
- Представлений: 8 червня 1978
- Тактові частоти:
  - 5 МГц з швидкодією 0,33 MIPS
  - 8 МГц з швидкодією 0,66 MIPS (відомості конфліктують з 8088?)
  - 10 МГц з швидкодією 0,75 MIPS (відомості конфліктують з 8088?)
- Ширина шини: 16 біт — дані, 20 біт — адреси
- Кількість транзисторів: 29,000
- Технологія: 3 мкм
- Адресна пам'ять: 1 Мбайт
- 10-разова продуктивність 8080
- Використовувався в портативних обчисленнях
- Асемблер сумісний з 8080
- Використовувалися сегментні регістри для доступу до більш, ніж 64K даних одночасно, котрі творили проблеми для програмістів протягом багатьох років.
- Мікросхема з 40 виводами.

### 8088
- Представлений 1 червня 1979 року
- Тактові частоти:
  - 4.77 МГц 0.33 MIPS
  - 8 МГц 0.75 MIPS[1]
- Внутрішня архітектура 16 біт
- Ширина зовнішніх шин: даних 8 біт, адреси 20 біт
- Кількість транзисторів: 29,000, техпроцес 3 мкм
- Адресована пам'ять 1 мегабайт
- Ідентичний до 8086 крім того, що у 8088 зовнішня шина 8 біт)
- Використовувався у комп'ютерах IBM PC та інших клонах IBM PC

### MCS-86Family
- 8086-процесор
- 8087-математичний співпроцесор
- 8088-процесор
- 8089-сопроцесор вводу/виводу
- 8208-контролер динамічного ОЗП
- 8284-тактовий генератор
- 8286-Octal Bus Transceiver
- 8287-Octal Bus Transceiver
- 8288-контролер шини
- 8289-арбітр шини
- 80186-процесор
- 80188-процесор
- 80286-процесор
- 80287-математичний сопроцесор
- 82050-контролер зв'язку
- 82062-контролер жорсткого диску (ST-506)
- 82064-контролер гнучкого диску
- 82091-Advanced Integrated Peripheral
- 82188-контролер шини
- 82288-контролер шини
- 82389-Message Passing Coprocessor
- 82510-контролер зв'язку
- 82586-IEEE 802.3 EtherNET LAN сопроцесор
- 82503-подвійний послідовний передатчик
- 82577-PCI LAN контролер
- 82596-LAN сопроцесор
- 82730-текстовий сопроцесор
- 80386-процесор
- 80321-процесор вводу/виводу
- 80387-математичний сопроцесор

### 80186
- Представлений 1982
- Тактові частоти:
  - 6 МГЦ і понад 1 MIPS
- 29000 2 мкм транзисторів
- Включає два таймери, контролер прямого доступу до пам'яті та контролер переривань в чипі в комплекті з процесором.
- Added a few opcodes and exceptions to the 8086 design; otherwise identical instruction set to 8086 and 8088.
- Використовується в контролерах, POS-системах тощо.
- Використовувався в не-IBM PC-сумісних комп'ютерах, наприклад RM Nimbus, Tandy 2000
- Пізніше перейменований у iAPX 186

### 80188
- Версія 80186 з 8-бітною зовнішньою шиною даних
- Пізніше перейменований в iAPX 188

### 80286
- Представлений: 1 лютого 1982
- Тактові частоти:
  - 6 МГц з швидкодією 0,9 MIPS
  - 8 МГц, 10 МГц з швидкодією 1,5 MIPS
  - 12,5 МГц з швидкодією 2,66 MIPS
- Ширина шини даних: 16 біт
- Ширина шини адреси: 24 біт
- Кількість транзисторів: 134 000
- Технологія: 1,5 мкм
- Адресна пам'ять: 16 Мбайт
- Доданий 16-ти розрядний захищений режим без глибокої зміни набору інструкцій 8086.
- Включав апаратну захист пам'яті для підтримки багатозадачних операційних систем з окремим адресним простором для кожного процесу. Захист базувалася на сегментних дескрипторах, і через відсутність прямої адресації блоків пам'яті більше 64-х кілобайт сегментація пам'яті була явною для програм: програмі доводилося перемикати сегменти.
- Додана можливість вивантаження сегментів оперативної пам'яті на жорсткий диск (підкачка), на практиці не використовувалась (не було випущено операційних систем, в яких була реалізована підкачка).
- 3-6-разова продуктивність 8086.
- Широко використовувався в клонах PC того часу.
- різні форми корпусів

## 32-розрядні мікропроцесори відмінних від x86 архітектур

### iAPX 432
- Представлений: 1 січня 1981 як перший 32-бітний мікропроцесор Intel
- Архітектура Advanced Processor architecture
- Мікрокод для примітивів операційної системи
- Один гігабайт адресної пам'яті
- Підтримка стійкості до збоїв апаратури
- Двочиповий GDP (General Data Processor), що складається з 43201 і 43202
- 43203 IP (Interface Processor) є інтерфейсом до підсистеми введення / виводу
- 43204 BIU (Bus Interface Unit) спрощує побудова багатопроцесорних систем
- 43205 MCU (Memory Control Unit) контролює пам'яттю
- Архітектура та внутрішні дані виконуючого модуля: 32 біт
- Тактові частоти:
  - 5 МГц
  - 7 МГц
  - 8 МГц

### i960 або 80960
- Представлений: 5 квітня 1988
- RISC-подібна 32-бітна архітектура
- Переважно використовувався у вбудованих системах
- Походить від процесора розробленого для спільного підприємства BiiN з Siemens
- Різні варіанти ідентифікуються за допомогою дволітерних суфіксів.

### i860 або 80860
- Представлений: 27 лютого 1989
- Перший суперскалярний процесор Intel
- RISC 32/64-бітних архітектура з конвеєрними характеристиками, доступними програмісту
- Використовувався в масивно-паралельному суперкомп'ютері Intel Paragon

### XScale
- Представлений: 23 серпня 2000
- 32-бітний RISC-мікропроцесор базується на архітектурі ARM
- Безліч варіантів, таких як процесори додатків PXA2xx, процесори введення / виведення IOP3xx, а також мережеві процесори IXP2xxx і IXP4xx.

## 32-бітові процесори: Лінія i386

### i386DX
- Представлений: 17 жовтня 1985
- Тактові частоти:
  - 16 МГц з швидкодією від 5 до 6 MIPS
  - 16 лютого 1987 20 МГц з швидкодією від 6 до 7 MIPS
  - 4 квітня 1988 25 МГц з швидкодією 8,5 MIPS
  - 10 квітня 1989 33 МГц з швидкодією 11,4 MIPS (9.4 SPECint92 на Compaq / i 16K L2)
- Ширина шини: 32 біт
- Кількість транзисторів: 275,000
- Технологія: 1 мкм
- Адресна пам'ять: 4 Гбайта
- Віртуальна пам'ять: 64 Тбайта
- Перший чип x86 для підтримки 32-бітних наборів даних
- Перероблена і розширена підтримка захисту пам'яті, включає сторінкову віртуальну пам'ять і режим віртуального 86 (особливості, які в майбутньому будуть потрібні для Windows 95, OS / 2 Warp і Unix)
- Використовувався в настільних комп'ютерах
- Може адресувати достатньо пам'яті для управління восьмисторінковою історією кожної людини на Землі
- Може проглянути всю Encyclopedia Britannica за 12.5 секунд

Використовувався роз'єм з 132 виводами

### i386SX
- Представлений: 16 червня 1988
- Тактові частоти:
  - 16 МГц з швидкодією 2.5 MIPS
  - 25 січня 1989 20 МГц з швидкодією 2.5 MIPS, 25 МГц з швидкодією 2.7 MIPS
  - 26 жовтня 1992 33 МГц з швидкодією 2.9 MIPS
- Внутрішня архітектура: 32 біт
- Зовнішня шина: 16 біт
- Кількість транзисторів: 275,000
- Технологія: 1 мкм
- Адресна пам'ять: 16 Мбайт
- Віртуальна пам'ять: 256 байт
- 16-бітна шина адреси дозволяє здійснювати 32-бітну обробку даних з малими тимчасовими витратами.
- Вбудована багатозадачність
- Використовувався в настільних комп'ютерах початкового рівня і портативних обчислювальних пристроях

### i376

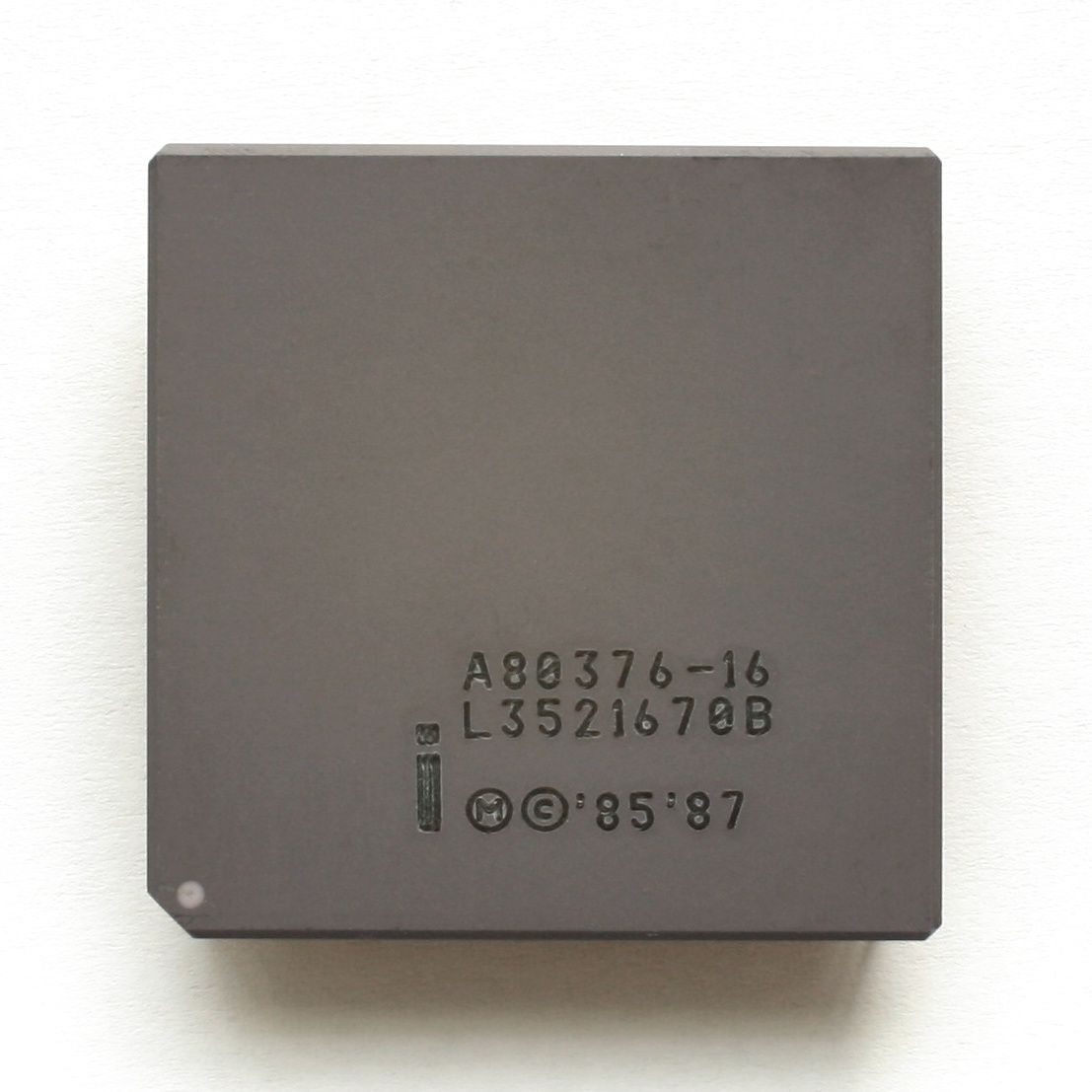
Intel i376 це впроваджена версія i386SX.

- Представлений 16 січня 1989 року; знятий з виробництва 15 червня 2001 року
- Варіант i386SX для вбудованих систем
- Немає реального режиму, автоматично запускається в захищеному режимі
- З 1994 року замінений на більш успішний i386EX

### i386SL
- Представлений: 15 жовтня 1990
- Тактові частоти:
  - 20 МГц з швидкодією 4,21 MIPS
  - 30 вересня 1991 25 МГц з швидкодією 5,3 MIPS
- Внутрішня архітектура: 32 біт
- Ширина зовнішньої шини: 16 біт
- Кількість транзисторів: 855,000
- Технологія: 1 мкм
- Адресна пам'ять: 4 Гбайт
- Віртуальна пам'ять: 64 Тбайт
- Перший чип, спеціально виготовлений для низького енергоспоживання портативних комп'ютерів
- Високоінтегрований, включає контролери кешу, шини і пам'яті

### i386EX
- Представлений: у серпні 1994 року
- Варіант 80386SX, призначений для вбудованих систем
- Статичне ядро, що дозволяє знижувати тактову частоту з метою економії енергії аж до повної зупинки
- Периферійні пристрої, інтегровані в мікросхему:
  - Управління годинами і енергоспоживанням
  - Таймери / лічильники
  - сторожовий таймер
  - Модулі послідовного введення / виводу (синхронного та асинхронного) і паралельного введення / виводу
  - DMA
  - Регенерація оперативної пам'яті
  - Логіка тестування JTAG
- Значно більш успішний, ніж 80376
- Використовувався на борту різних орбітальних супутників і мікросупутників
- Використовувався у проекті NASA FlightLinux

## 32-бітові процесори: Лінія i486

### i486DX
- Представлений: 10 квітня 1989
- Тактові частоти:
  - 25 МГц з швидкодією 20 MIPS (16,8 SPECint92, 7,40 SPECfp92)
  - 7 травня 1990 33 МГц з швидкодією 27 MIPS (22.4 SPECint92 на Micronics M4P 128k L2)
  - 24 червня 1991 50 МГц з швидкодією 41 MIPS (33.4 SPECint92, 14.5 SPECfp92 на Compaq/50L 256K L2)
- Ширина шини: 32 біта
- Кількість транзисторів: 1,2 мільйона
- Технологія: 1 мкм; 50 МГц версія була на 0,8 мкм
- Адресна пам'ять: 4 Гбайт
- Віртуальна пам'ять: 64 Тбайт
- Кеш першого рівня на чипі
- Вбудований математичний співпроцесор
- 50-разова продуктивність 8088
- Використовувався в настільних і серверних системах
- 1 модель 4 родини

### i486SX
- Представлений 22 квітня 1991 року
- Тактові частоти:
  - 16 МГц, 13 MIPS
  - 20 МГц, 16.5 MIPS, представлений 16 вересня 1991 року
  - 25 МГц, 20 MIPS (12 SPECint92), представлений 16 вересня 1991 року
  - 33 МГц, 27 MIPS (15.86 SPECint92), представлений 21 вересня 1992 року
- Ширина шини 32 біта
- Number of Transistors 1.185 million at 1 µm and 900,000 at 0.8 µm
- Addressable memory 4 GB
- Virtual memory 1 TB
- Identical in design to 486DX but without math coprocessor. The first version was an 80486DX with disabled mathco in the chip and different pin configuration. If the user needed math co capabilities, he must add 487SX which was actually an 486DX with different pin configuration to prevent the user from installing a 486DX instead of 487SX, so with this configuration 486SX+487SX you had 2 identical CPU's with only 1 turned on)
- Used in low-cost entry to 486 CPU desktop computing
- Upgradable with the Intel OverDrive processor
- 2 модель 4 родини

### i486DX2
- Introduced March 3, 1992

Runs at twice the speed of the external bus (FSB).
- Тактові частоти:
  - 40 MHz
  - 50 MHz
  - 66 MHz
  - 100 MHz (This was only made a short time due to high failure rates.)

### i486SL
- Introduced November 9, 1992
- Clock rates:
  - 20 MHz with 15.4MIPS
  - 25 MHz with 19 MIPS
  - 33 MHz with 25 MIPS
- Bus Width 32 bits
- Number of Transistors 1.4 million at 0.8 µm
- Addressable memory 4 GB
- Virtual memory 1 TB
- Used in notebook computers
- Family 4 model 3

### i486DX4
- Introduced March 7, 1994
- Clock rates:
  - 75 MHz with 53 MIPS (41.3 SPECint92, 20.1 SPECfp92 on Micronics M4P 256 KB L2)
  - 100 MHz with 70.7 MIPS (54.59 SPECint92, 26.91 SPECfp92 on Micronics M4P 256 KB L2)
- Number of Transistors 1.6 million at 0.6 µm
- Bus width 32 bits
- Addressable memory 4 GB
- Virtual memory 64 TB
- Pin count 168 PGA Package, 208 sq ftP Package
- Used in high performance entry-level desktops and value notebooks
- Family 4 model 8

## 32-розрядні процесори: мікроархітектура P5

### «Класичний»Pentium або Intel P5
- Мікропроцесор для настільних систем з підтримкою симетричної багатопроцесорності (SMP), обмеженою двома мікропроцесорами
- Представлений: 22 березня 1993
- Ширина шини: 64 біт
- Частота системної шини: 60 або 66 МГц
- Ширина шини адреси: 32 біт
- Адресна пам'ять: 4 гігабайти
- Віртуальна пам'ять: 64 терабайта
- Суперскалярна архітектура дозволила підвищити в 5 разів продуктивність у порівнянні з 33 МГц 486DX
- Напруга живлення: 5 В
- Використовувався в настільних комп'ютерах
- Кеш L1: 16 КБ
- P5 — 0,8 мкм техпроцес
  - Представлений 22 березня 1993
  - Кількість транзисторів 3100000
  - 273 контактний PGA Socket 4
  - Варіанти :
    - 60 МГц з продуктивністю 100 MIPS (70,4 SPECint92, 55,1 SPECfp92 на Xpress 256 КБ L2)
    - 66 МГц з 112 MIPS (77,9 SPECint92, 63,6 SPECfp92 на Xpress 256 КБ L2)
- P54 — 0,6 мкм техпроцес
  - Socket 5 296/320 pin PGA package
  - Кількість транзисторів 3.2 млн
  - Варіанти :
    - 75 MHz Introduced October 10, 1994
    - 90, 100 MHz Introduced March 7, 1994
- P54CQS — 0,35 мкм техпроцес
  - Socket 5 296/320 pin PGA package
  - Кількість транзисторів 3.2 млн
  - Варіанти :
    - 120 MHz Introduced March 27, 1995
- P54CS — 0,35 мкм техпроцес
  - Кількість транзисторів 3.3 млн
  - 90 mm² розмір кристала
  - Family 5 model 2
  - Варіанти :
  - Socket 5 296/320 pin PGA package
    - 133 MHz Introduced June 12, 1995
    - 150, 166 MHz Introduced January 4, 1996

  - Socket 7 296/321 pin PGA package
    - 200 MHz Introduced June 10, 1996

### Pentium with MMX Technology
- Мікропроцесор для настільних систем з неофіційною підтримкою симетричної багатопроцесорності (SMP), обмеженою двома мікропроцесорами
- Представлений: 8 січня 1995
- Технологія процесу: P55C 0,35 мкм
- Інструкції Intel MMX
- Упаковка: Socket 7 296/321 ніжок PGA
- Кеш L1: 32 КБ
- Кількість транзисторів: 4,5 мільйона
- Частота системної шини: 66 МГц
  - Тактові частоти
    - 166, 200 MHz Introduced January 8, 1997
    - 233 MHz Introduced June 2, 1997
    - 133 MHz (Mobile)
    - 166, 266 MHz (Mobile) Introduced January 12, 1998
    - 200, 233 MHz (Mobile) Introduced September 8, 1997
    - 300 MHz (Mobile) Introduced January 7, 1999

## 32-бітові процесори: мікроархітектура P6/Pentium M

### Pentium Pro
- Мікропроцесор для серверів і робочих станцій з підтримкою симетричної багатопроцесорності (SMP)
- Представлений: 1 листопада 1995
- Попередник Pentium II і III
- Використовувався переважно в серверних системах
- Упаковка процесора: Socket 8 (387 ніжок) (Dual SPGA)
- Кількість транзисторів: 5500000
- Позначення: Family 6 model 1
- Технологія процесу: 0,6 мкм
  - Кеш L1: 16 КБ
  - Кеш L2: 256 КБ (вбудований)
  - Частота системної шини: 60 МГц
    - варіанти: 150 МГц
- Технологія процесу: 0,35 мкм або 0,35 мкм у процесора з кешем другого рівня на 0,6 мкм
  - Кеш L2: 1МБ, 512 КБ або 256 КБ (вбудований)
  - Частота системної шини: 60 МГц, 66 МГц
  - Тактові частоти:
    - 166 МГц (з частотою шини 66 МГц, 512 КБ 0,35 мкм кеш), представлений 1 листопада 1995
    - 180 МГц (з частотою шини 60 МГц, 256 КБ 0,6 мкм кеш), представлений 1 листопада 1995
    - 200 МГц (з частотою шини 66 МГц, 256 КБ 0,6 мкм кеш), представлений 1 листопада 1995
    - 200 МГц (з частотою шини 66 МГц, 512 КБ 0,35 мкм кеш), представлений 1 листопада 1995
    - 200 МГц (з частотою шини 66 МГц, 1 МБ 0,35 мкм кеш), представлений 18 серпня 1997

### Pentium II
- Представлений 7 травня 1997
- Pentium Pro з MMX і поліпшеною 16-бітною продуктивністю
- 242-контактний Slot 1 (SEC — Single Edge Contact cartridge)
- Кількість транзисторів 7,5 млн
- 32 Кб кешу L1
- Кеш-пам'ять другого рівня працює на половині частоти ядра (крім Pentium II 450 PE)
- Klamath — 0.35 µm техпроцес (233, 266, 300 МГц)
  - Частота системної шини 66 МГц
  - Family 6 model 3
  - Варіанти :
    - 233, 266, 300 МГц, представлені 7 травня 1997
- Deschutes — 0.25 µm техпроцес (333, 350, 400, 450 МГц)
  - Представлений 26 січня 1998
  - Частота системної шини спочатку 66 МГц (333 MHz варіант), потім — 100 МГц
  - Family 6 model 5
  - Варіанти :
    - 333 MHz Introduced January 26, 1998
    - 350, 400 MHz Introduced April 15, 1998
    - 450 MHz Introduced August 24, 1998
    - 233, 266 MHz (Mobile) Introduced April 2, 1998
    - 333 MHz Pentium II Overdrive processor for Socket 8 Introduced August 10, 1998; Engineering Sample Photo
    - 300 MHz (Mobile) Introduced September 9, 1998
    - 333 MHz (Mobile)

### Celeron(Pentium II-based)
Мікропроцесор для малобюджетних настільних систем з неофіційною підтримкою симетричної багатопроцесорності (SMP), обмеженою двома мікропроцесорами
- Covington — технологічний процес: 0,25 мкм
  - Представлений: 15 квітня 1998
  - Упаковка процесора: 242-контактний Slot 1 SEPP (Single Edge Processor Package)
  - Кількість транзисторів: 7500000
  - Частота системної шини: 66 МГц
  - Кеш L1: 32 КБ
  - Немає кешу L2
  - Варіанти :
    - 266 MHz Introduced April 15, 1998
    - 300 MHz Introduced June 9, 1998
- Mendocino — 0.25 µm техпроцес
  - Представлений: 24 серпня 1998
  - 242-pin Slot 1 SEPP (Single Edge Processor Package), Socket 370 PPGA package
  - Кількість транзисторів: 19 млн
  - Частота системної шини: 66 МГц
  - Slot 1, Socket 370
  - Кеш L1: 32 КБ
  - 128 KB integrated cache
  - Family 6 model 6
  - Варіанти :
    - 300, 333 MHz Introduced August 24, 1998
    - 366, 400 MHz Introduced January 4, 1999
    - 433 MHz Introduced March 22, 1999
    - 466 MHz
    - 500 MHz Introduced August 2, 1999
    - 533 MHz Introduced January 4, 2000
    - 266 MHz (Mobile)
    - 300 MHz (Mobile)
    - 333 MHz (Mobile) Introduced April 5, 1999
    - 366 MHz (Mobile)
    - 400 MHz (Mobile)
    - 433 MHz (Mobile)
    - 450 MHz (Mobile) Introduced February 14, 2000
    - 466 MHz (Mobile)
    - 500 MHz (Mobile) Introduced February 14, 2000

### Pentium III
Мікропроцесор для настільних систем з підтримкою симетричної багатопроцесорності (SMP), обмеженою двома мікропроцесорами
- Katmai — технологічний процес: 0,25 мкм
  - Представлений: 26 лютого 1999
  - Покращений Pentium II, а саме — ядро, засноване на P6, що включає в себе Streaming SIMD Extensions (SSE)
  - Кількість транзисторів: 9500000
  - Кеш L1: 32 КБ
    - Кеш даних: 16 Кб, 4-канальний набірний-асоціативний, довжина рядка — 32 байта, двухпортовий
    - Кеш інструкцій: 16 Кб, 4-канальний набірний-асоціативний, довжина рядка — 32 байта

  - Кеш L2: 512 КБ (зовнішній, на 1/2 швидкості)
  - Упаковка процесора: 242-контактний Slot-1 SECC2 (Single Edge Contact cartridge 2)
  - Частота системної шини: 100 МГц
  - варіанти:
    - 450 МГц і 500 МГц, представлені 26 лютого 1999
    - 550 МГц, представлений 17 травня 1999
    - 600 МГц, представлений 2 серпня 1999
    - 533 МГц і 600 МГц (частота шини 133 МГц), представлені 27 вересня 1999
- Coppermine — 0.18 µm техпроцес
  - Представлений: 25 жовтня 1999
  - Кількість транзисторів: 28.1 млн
  - 256 KB Advanced Transfer L2 Cache (Integrated)
  - 242-pin Slot-1 SECC2 (Single Edge Contact cartridge 2) processor package, 370-pin FC-PGA (Flip-chip pin grid array) package
  - System Bus clock rate 100 MHz (E-models), 133 MHz (EB models)
  - Slot 1, Socket 370
  - Family 6 model 8
  - Variants
    - 500 MHz (100 MHz bus clock rate)
    - 533 MHz
    - 550 MHz (100 MHz bus clock rate)
    - 600 MHz
    - 600 MHz (100 MHz bus clock rate)
    - 650 MHz (100 MHz bus clock rate) Introduced October 25, 1999
    - 667 MHz Introduced October 25, 1999
    - 700 MHz (100 MHz bus clock rate) Introduced October 25, 1999
    - 733 MHz Introduced October 25, 1999
    - 750, 800 MHz (100 MHz bus clock rate) Introduced December 20, 1999
    - 850 MHz (100 MHz bus clock rate) Introduced March 20, 2000
    - 866 MHz Introduced March 20, 2000
    - 933 MHz Introduced May 24, 2000
    - 1000 MHz Introduced March 8, 2000 (Not widely available at time of release)
    - 1100 MHz
    - 1133 MHz (first version recalled, later re-released)
    - 400, 450, 500 MHz (Mobile) Introduced October 25, 1999
    - 600, 650 MHz (Mobile) Introduced January 18, 2000
    - 700 MHz (Mobile) Introduced April 24, 2000
    - 750 MHz (Mobile) Introduced June 19, 2000
    - 800, 850 MHz (Mobile) Introduced September 25, 2000
    - 900, 1000 MHz (Mobile) Introduced March 19, 2001
- Tualatin — 0.13 µm техпроцес
  - Представлений: липень 2001
  - Кількість транзисторів 28.1 млн
  - 32 KB L1 cache
  - 256 KB or 512 KB Advanced Transfer L2 cache (Integrated)
  - 370-pin FC-PGA2 (Flip-chip pin grid array) package
  - Частота системної шини: 133 МГц
  - Socket 370
  - Family 6 model 11
  - Варіанти:
    - 1133 MHz (256 KB L2)
    - 1133 MHz (512 KB L2)
    - 1200 MHz
    - 1266 MHz (512 KB L2)
    - 1333 MHz
    - 1400 MHz (512 KB L2)

### Pentium II /IIIXeon
- PII Xeon
  - Варіанти:
    - 400 MHz Introduced June 29, 1998
    - 450 MHz (512 KB L2 Cache) Introduced October 6, 1998
    - 450 MHz (1 MB and 2 MB L2 Cache) Introduced January 5, 1999
- PIII Xeon
  - Представлений 25 жовтня 1999
  - Кількість транзисторів: 9.5 млн (0.25 µm техпроцес) або 28 млн (0.18 µm техпроцес)
  - L2 кеш 256 КБ, 1 МБ або 2 МБ Advanced Transfer Cache (вбудований)
  - Processor Package Style is Single Edge Contact Cartridge (S.E.C.C.2) or SC330
  - Системна шина частотою 133 MHz (256 KB L2 cache) або 100 MHz (1 — 2 MB L2 cache)
  - Розрядність системної шини 64 біти
  - Адресованої пам'яті — до 64 Гб
  - Використовувався в двопроцесорних серверах і робочих станціях (256 КБ L2) або 4 — і 8-процесорних серверах (1 — 2 Мб L2)
  - Family 6 model 10
  - Варіанти:
    - 500 MHz (0.25 µm process) Introduced March 17, 1999
    - 550 MHz (0.25 µm process) Introduced August 23, 1999
    - 600 MHz (0.18 µm process, 256 KB L2 cache) Introduced October 25, 1999
    - 667 MHz (0.18 µm process, 256 KB L2 cache) Introduced October 25, 1999
    - 733 MHz (0.18 µm process, 256 KB L2 cache) Introduced October 25, 1999
    - 800 MHz (0.18 µm process, 256 KB L2 cache) Introduced January 12, 2000
    - 866 MHz (0.18 µm process, 256 KB L2 cache) Introduced April 10, 2000
    - 933 MHz (0.18 µm process, 256 KB L2 cache)
    - 1000 MHz (0.18 µm process, 256 KB L2 cache) Introduced August 22, 2000
    - 700 MHz (0.18 µm process, 1 — 2 MB L2 cache) Introduced May 22, 2000

### Celeron(на основі Pentium III Coppermine)
- Coppermine-128
  - Представлений: березень 2000
  - Streaming SIMD Extensions (SSE)
  - Socket 370, FC-PGA processor package
  - Кількість транзисторів 28.1 млн
  - Частота системної шини 66 МГц (100 МГц з січня 2001)
  - 32 Кб кешу L1
  - 128 Кб Advanced Transfer кеш L2
  - Family 6 model 8
  - Варіанти:
    - 533 MHz
    - 566 MHz
    - 600 MHz
    - 633, 667, 700 MHz Introduced June 26, 2000
    - 733, 766 MHz Introduced November 13, 2000
    - 800 MHz Introduced January 3, 2001
    - 850 MHz Introduced April 9, 2001
    - 900 MHz Introduced July 2, 2001
    - 950, 1000, 1100 MHz Introduced August 31, 2001
    - 550 MHz (Mobile)
    - 600, 650 MHz (Mobile) Introduced June 19, 2000
    - 700 MHz (Mobile) Introduced September 25, 2000
    - 750 MHz (Mobile) Introduced March 19, 2001
    - 800 MHz (Mobile)
    - 850 MHz (Mobile) Introduced July 2, 2001
    - 600 MHz (LV Mobile)
    - 500 MHz (ULV Mobile) Introduced January 30, 2001
    - 600 MHz (ULV Mobile)

### Celeron(на основі Pentium III Tualatin)
- Tualatin Celeron — 0.13 µm техпроцес
  - 32 Кб кешу L1
  - 256 КБ Advanced Transfer cache — кеш L2
  - Частота системної шини 100 МГц
  - Socket 370
  - Family 6 model 11
  - Варіанти:
    - 1.0 GHz
    - 1.1 GHz
    - 1.2 GHz
    - 1.3 GHz
    - 1.4 GHz

### Pentium M
- Banias 0.13 µm техпроцес
  - Представлений: березень 2003
  - 64 КБ L1 кеш
  - 1 Мбайт кеш L2 (вбудований)
  - На основі ядра Pentium III, з SSE2 SIMD інструкціями і глибшим конвеєром
  - Кількість транзисторів 77 млн
  - Micro-FCPGA, Micro-FCBGA processor package
  - Основа Intel Mobile Centrino системи
  - Системна шина 400 МГц (Netburst стиль)
  - Family 6 model 9
  - Варіанти:
    - 900 MHz (Ultra low voltage)
    - 1.0 GHz (Ultra low voltage)
    - 1.1 GHz (Low voltage)
    - 1.2 GHz (Low voltage)
    - 1.3 … 1.7 GHz
- Dothan 90 нм техпроцес
  - Представлений: травень 2004
  - 2 MB L2 cache
  - Кількість транзисторів — 140 млн
  - Блок попередньої вибірки переглянутих даних
  - Системна шина 400 МГц (схожа на Intel NetBurst (мікроархітектура))
  - 21Вт TDP (Thermal Design Power)
  - Family 6 model 13
  - Варіанти:
    - 1.00 GHz (Pentium M 723) (Ultra low voltage, 5W TDP)
    - 1.10 GHz (Pentium M 733) (Ultra low voltage, 5W TDP)
    - 1.20 GHz (Pentium M 753) (Ultra low voltage, 5W TDP)
    - 1.30 GHz (Pentium M 718) (Low voltage, 10W TDP)
    - 1.40 GHz (Pentium M 738) (Low voltage, 10W TDP)
    - 1.50 GHz (Pentium M 758) (Low voltage, 10W TDP)
    - 1.60 GHz (Pentium M 778) (Low voltage, 10W TDP)
    - 1.40 GHz (Pentium M 710)
    - 1.50 GHz (Pentium M 715)
    - 1.60 GHz (Pentium M 725)
    - 1.70 GHz (Pentium M 735)
    - 1.80 GHz (Pentium M 745)
    - 2.00 GHz (Pentium M 755)
    - 2.10 GHz (Pentium M 765)
- Dothan 533 90 нм технологічний процес
  - Представлений: 1-й квартал 2005
  - Варіант Dothan з 533 МГц системної шини (NetBurst стиль) і 27W TDP
  - Варіанти:
    - 1.60 GHz (Pentium M 730)
    - 1.73 GHz (Pentium M 740)
    - 1.86 GHz (Pentium M 750)
    - 2.00 GHz (Pentium M 760)
    - 2.13 GHz (Pentium M 770)
    - 2.26 GHz (Pentium M 780)
- Stealey 90 нм технологічний процес
  - Представлений: 2-й квартал 2007
  - 512 KB L2, 3W TDP (Ultra-Mobile PC)
  - Варіанти:
    - 600 MHz (A100)
    - 800 MHz (A110)

### Celeron M
- Banias-512 0.13 µm техпроцес
  - Представлений: березень 2003
  - 64 КБ L1 кеш
  - 512 КБ кеш-пам'яті L2 (вбудованої)
  - SSE2 SIMD інструкції
  - Не підтримує технології SpeedStep, не є частиною Centrino
  - Family 6 model 9
  - Варіанти:
    - 310 — 1.20 GHz
    - 320 — 1.30 GHz
    - 330 — 1.40 GHz
    - 340 — 1.50 GHz
- Dothan-1024 90 нм техпроцес
  - 64 КБ L1 кеш
  - 1 МБ кеш-пам'яті L2 (вбудованої)
  - SSE2 SIMD інструкції
  - Не підтримує технології SpeedStep, не є частиною Centrino
  - Варіанти:
    - 350 — 1.30 GHz
    - 350J — 1.30 GHz, with Execute Disable bit
    - 360 — 1.40 GHz
    - 360J — 1.40 GHz, with Execute Disable bit
    - 370 — 1.50 GHz, with Execute Disable bit
      - Family 6, Model 13, Stepping 8[2]

    - 380 — 1.60 GHz, with Execute Disable bit
    - 390 — 1.70 GHz, with Execute Disable bit
- Yonah-1024 65 nm process technology
  - 64 KB L1 cache
  - 1 MB L2 cache (integrated)
  - SSE3 SIMD instructions, 533 MHz front-side bus, execute-disable bit
  - No SpeedStep technology, is not part of the 'Centrino' package
  - Variants
    - 410 — 1.46 GHz
    - 420 — 1.60 GHz,
    - 423 — 1.06 GHz (ultra low voltage)
    - 430 — 1.73 GHz
    - 440 — 1.86 GHz
    - 443 — 1.20 GHz (ultra low voltage)
    - 450 — 2.00 GHz

### Intel Core
- Yonah 65 нм техпроцес
  - Представлений: січень 2006
  - 533/667 MHz front side bus
  - 2 MB (Shared on Duo) L2 кеш
  - SSE3 SIMD інструкції
  - 31W TDP (T версія)
  - Family 6, Model 14
  - Варіанти:
    - Intel Core Duo T2700 2.33 GHz
    - Intel Core Duo T2600 2.16 GHz
    - Intel Core Duo T2500 2 GHz
    - Intel Core Duo T2450 2 GHz
    - Intel Core Duo T2400 1.83 GHz
    - Intel Core Duo T2300 1.66 GHz
    - Intel Core Duo T2050 1.6 GHz
    - Intel Core Duo T2300e 1.66 GHz
    - Intel Core Duo T2080 1.73 GHz
    - Intel Core Duo L2500 1.83 GHz (Low voltage, 15W TDP)
    - Intel Core Duo L2400 1.66 GHz (Low voltage, 15W TDP)
    - Intel Core Duo L2300 1.5 GHz (Low voltage, 15W TDP)
    - Intel Core Duo U2500 1.2 GHz (Ultra low voltage, 9W TDP)
    - Intel Core Solo T1350 1.86 GHz (533 FSB)
    - Intel Core Solo T1300 1.66 GHz
    - Intel Core Solo T1200 1.5 GHz[3]

### Dual-CoreXeonLV
- Sossaman 0.065 µm (65 nm) process technology
  - Introduced March 2006
  - Based on Yonah core, with SSE3 SIMD instructions
  - 667 MHz frontside bus
  - 2 MB Shared L2 cache
  - Variants
    - 2.0 GHz

## 32-біт процесори:Intel NetBurst (мікроархітектура)

### Pentium 4
- 0.18 µm process technology (1.40 and 1.50 GHz)
  - Introduced November 20, 2000
  - L2 cache was 256 KB Advanced Transfer Cache (Integrated)
  - Processor Package Style was PGA423, PGA478
  - System Bus clock rate 400 MHz
  - SSE2 SIMD Extensions
  - Number of Transistors 42 million
  - Used in desktops and entry-level workstations
- 0.18 µm process technology (1.7 GHz)
  - Introduced April 23, 2001
  - See the 1.4 and 1.5 chips for details
- 0.18 µm process technology (1.6 and 1.8 GHz)
  - Introduced July 2, 2001
  - See 1.4 and 1.5 chips for details
  - Core Voltage is 1.15 volts in Maximum Performance Mode; 1.05 volts in Battery Optimized Mode
  - Power <1 watt in Battery Optimized Mode
  - Used in full-size and then light mobile PCs
- 0.18 µm process technology Willamette (1.9 and 2.0 GHz)
  - Introduced August 27, 2001
  - See 1.4 and 1.5 chips for details
- Pentium 4 (2 GHz, 2.20 GHz)
  - Introduced January 7, 2002
- Pentium 4 (2.4 GHz)
  - Introduced April 2, 2002
- 0.13 µm process technology Northwood A (1.7, 1.8, 1.9, 2, 2.2, 2.4, 2.5, 2.6, 2.8(OEM),3.0(OEM) GHz)
  - Improved branch prediction and other microcodes tweaks
  - 512 KB integrated L2 cache
  - Number of transistors 55 million
  - 400 MHz system bus.
- Family 15 model 2
- 0.13 µm process technology Northwood B (2.26, 2.4, 2.53, 2.66, 2.8, 3.06 GHz)
  - 533 MHz system bus. (3.06 includes Intel's hyper threading technology).
- 0.13 µm process technology Northwood C (2.4, 2.6, 2.8, 3.0, 3.2, 3.4 GHz)
  - 800 MHz system bus (all versions include Hyper Threading)
  - 6500 to 10000 MIPS

### Xeon
- Тепер офіційна назва Xeon, тобто не «Pentium 4 Xeon»
- Xeon 1.4, 1.5, 1.7 GHz
  - Представлений 21 травня 2001
  - L2 кеш — 256 KB Advanced Transfer Cache (вбудований)
  - Стиль корпусу процесора — Organic Land Grid Array 603 (OLGA 603)
  - Тактова частота системної шини 400 МГц
  - SSE2 SIMD Extensions
  - Використовується в високопродуктивних і середнього класу двопроцесорних робочих станціях
- Xeon 2,0 ГГц і до 3,6 ГГц
  - Представлений 25 вересня 2001

### Mobile Pentium 4-M
- 0,13 мкм техпроцес
- 55 млн транзисторів
- Кеш L2 512 Кб
- Шина 400 МГц
- Підтримка до 1 ГБ DDR Пам'ять 266 МГц
- Підтримка ACPI і 2,0 APM 1.2 Система управління живленням
- 1,3 В — 1,2 В (SpeedStep)
- Потужність: 1,2 ГГц 20,8 Вт, 1,6 ГГц 30 Вт, 2,6 ГГц 35 Вт
- Sleep потужність 5 Вт (1,2 V)
- Deeper Sleep Потужність = 2,9 Вт (1,0 В)
  - 1,40 ГГц — 23 квітня 2002 … 2,60 ГГц — 11 червня 2003

### Pentium 4 EE
- Представлений: у вересні 2003 року
- EE="Extreme Edition"
- Побудований на основі ядра «Gallatin» Xeon, але з 2Мб кешем

### Pentium 4E
- Представлений: лютий 2004
- Побудований по 90 нм техпроцесу Prescott (2.4A, 2.8, 2.8A, 3.0, 3.2, 3.4, 3.6, 3.8) 1 Мбайт кешу L2
- Системна шина 533 МГц (тільки 2.4A і 2.8A)
- Кількість транзисторів 125 млн на Моделі 1MB
- Кількість транзисторів 169 млн на Моделі 2MB
- Системна шина 800 МГц (всі інші моделі)
- Hyper-Threading підтримка доступна тільки на процесорах з використанням системної шини 800 МГц.
- Довжина конвеєра цілочисельних команд збільшена з 20 до 31 ступенів (етапів), що, теоретично, повинно значно збільшити максимальну частоту, при якій може працювати процесор.
- 7500 до 11000 MIPS
- LGA 775 версії знаходяться в 5xx серії (32-біт) і 5x1 серії (з Intel 64)
- 6xx серія має 2 Мб кешу L2 і підтримку Intel 64

### Pentium 4F
- Представлений: навесні 2004 року
- Ядро те ж, що і в моделі 4E «Prescott»
- 3,2-3,6 ГГц
- Починаючи зі степінга D0, цей процесор також підтримує EM64T 64-бітові розширення

## 64-розрядні процесори:IA-64

### Itanium
- Кодове ім'я Merced
- Family 0x07
- Представлений: 29 травня 2001
- 733 MHz і 800 MHz
- 2MB кеш
- замінений на Itanium-II

| Кодове ім'я           | Процес  | Дата       | Clock         | L2 кеш/ ядро           | L3 кеш/ МП | FSB                          | чипів/ МП | ядер/ чип | Вт/ МП  |         |
| Itanium               | Itanium | Itanium    | Itanium       | Itanium                | Itanium    | Itanium                      | Itanium   | Itanium   | Itanium | Itanium |
| --------------------- | ------- | ---------- | ------------- | ---------------------- | ---------- | ---------------------------- | --------- | --------- | ------- | ------- |
| Merced                | 180 nm  | 2001-06    | 733 MHz       | 96 kB                  | none       | 266 MHz                      | 1         | 1         | 116     |         |
| Merced                | 180 nm  | 2001-06    | 800 MHz       | 96 kB                  | none       | 266 MHz                      | 1         | 1         | 130     |         |
| Itanium 2             |         |            |               |                        |            |                              |           |           |         |         |
| McKinley              | 180 nm  | 2002-07-08 | 900 MHz       | 256 kB                 | 1.5 MB     | 400 MHz                      | 1         | 1         | 130     |         |
| McKinley              | 180 nm  | 2002-07-08 | 1 GHz         | 256 kB                 | 3 MB       | 400 MHz                      | 1         | 1         | 130     |         |
| Madison               | 130 nm  | 2003-06-30 | 1.3 GHz       | 256 kB                 | 3 MB       | 400 MHz                      | 1         | 1         | 130     |         |
| Madison               | 130 nm  | 2003-06-30 | 1.4 GHz       | 256 kB                 | 4 MB       | 400 MHz                      | 1         | 1         | 130     |         |
| Madison               | 130 nm  | 2003-06-30 | 1.5 GHz       | 256 kB                 | 6 MB       | 400 MHz                      | 1         | 1         | 130     |         |
| Madison               | 130 nm  | 2003-09-08 | 1.4 GHz       | 256 kB                 | 1.5 MB     | 400 MHz                      | 1         | 1         | 130     |         |
| Madison               | 130 nm  | 2004-04    | 1.4 GHz       | 256 kB                 | 3 MB       | 400 MHz                      | 1         | 1         | 130     |         |
| Madison               | 130 nm  | 2004-04    | 1.6 GHz       | 256 kB                 | 3 MB       | 400 MHz                      | 1         | 1         | 130     |         |
| Deerfield             | 130 nm  | 2003-09-08 | 1.0 GHz       | 256 kB                 | 1.5 MB     | 400 MHz                      | 1         | 1         | 62      |         |
| Hondo                 | 130 nm  | 2004-Q1    | 1.1 GHz       | 256 kB                 | 4 MB       | 400 MHz                      | 2         | 1         | 260     |         |
| Fanwood               | 130 nm  | 2004-11-08 | 1.6 GHz       | 256 kB                 | 3 MB       | 533 MHz                      | 1         | 1         | 130     |         |
| Fanwood               | 130 nm  | 2004-11-08 | 1.3 GHz       | 256 kB                 | 3 MB       | 400 MHz                      | 1         | 1         | 62?     |         |
| Madison               | 130 nm  | 2004-11-08 | 1.6 GHz       | 256 kB                 | 9 MB       | 400 MHz                      | 1         | 1         | 130     |         |
| Madison               | 130 nm  | 2005-07-05 | 1.67 GHz      | 256 kB                 | 6 MB       | 667 MHz                      | 1         | 1         | 130     |         |
| Madison               | 130 nm  | 2005-07-18 | 1.67 GHz      | 256 kB                 | 9 MB       | 667 MHz                      | 1         | 1         | 130     |         |
| Itanium 2 9000 series |         |            |               |                        |            |                              |           |           |         |         |
| Montecito             | 90 nm   | 2006-07-18 | 1.4 GHz       | 256 kB (D)+ 1 MB (I)   | 6-24 MB    | 400 MHz                      | 1         | 2         | 104     |         |
| Montecito             | 90 nm   | 2006-07-18 | 1.6 GHz       | 256 kB (D)+ 1 MB (I)   | 6-24 MB    | 533 MHz                      | 1         | 2         | 104     |         |
| Itanium 2 9100 series |         |            |               |                        |            |                              |           |           |         |         |
| Montvale              | 90 nm   | 2007-10-31 | 1.42-1.66 GHz | 256 kB (D)+ 1 MB (I)   | 8-24 MB    | 400-667 MHz                  | 1         | 1-2       | 75-104  |         |
| Itanium 9300 series   |         |            |               |                        |            |                              |           |           |         |         |
| Tukwila               | 65 nm   | 2010-02-08 | 1.33-1.73 GHz | 256 kB (D)+ 512 kB (I) | 10-24 MB   | QPI with a speed of 4.8 GT/s | 1         | 2-4       | 130-185 |         |
| Itanium 9500 series   |         |            |               |                        |            |                              |           |           |         |         |
| Poulson               | 32 nm   | 2012-11-08 | 1.73-2.53 GHz | 256 kB (D)+ 512 kB (I) | 20-32 MB   | QPI with a speed of 6.4 GT/s | 1         | 4-8       | 130-170 |         |

## 64-бітові процесори: EM64T— Мікроархітектура NetBurst
- Intel ® Extended Memory 64 Technology
- Представлені навесні 2004 року мікропроцесором Pentium 4F (D0 і пізніші степінги)
- 64-бітове архітектурне розширення x86-64; ліцензована у AMD (AMD64) (давня кросліцензіонна угода)

### Pentium 4F, D0 і пізніші степінги
- Починаючи зі степінга D0 ці процесори підтримують 64-бітові розширення EM64T

### Pentium D
- Двоядерний ((Dual-core)) мікропроцесор
- Відсутня технологія Hyper-Threading
- Частота системної шини: 800 (4x200) МГц
- Smithfield — 90 нм технологічний процес (2,8-3,4 ГГц)
  - Представлений: 26 травня 2005
  - 2,8-3,4 ГГц (номери моделей 820—840)
  - Кількість транзисторів: 230000000
  - Кеш L2: 1 МБ х 2 (не загальний, 2 МБ всього)
  - Когерентності кешу між ядрами потрібують зв'язку через Front side bus
  - Продуктивність збільшилася приблизно на 60 % в порівнянні з одноядерним мікропроцесором Prescott
  - 2,66 ГГц (533 МГЦ FSB) Pentium D 805 представлений у грудні 2005 року
- Presler — 65 нм технологічний процес (2,8-3,6 ГГц)
  - Представлений: 16 січня 2006
  - 2,8-3,6 ГГц (номери моделей 920—960)
  - Кількість транзисторів: 376 мільйонів
  - Кеш L2: 2 МБ х 2

### Pentium Extreme Edition
- Двоядерний (Dual-core) мікропроцесор
- Підтримка Hyper-Threading
- Частота системної шини: 1066 (4x266) МГц
- Smithfield — 90 нм технологічний процес (3,2 ГГц)
  - Варіанти:
    - Pentium EE 840, 3,20 ГГц (кеш L2 розміром 2 х 1 МБ)
- Presler — 65 нм технологічний процес (3,46, 3,73 ГГц)
  - L2 кеш: 2 МБ х 2
  - Варіанти:
    - Pentium EE 955, 3,46 ГГц
    - Pentium EE 965, 3,73 ГГц

### Xeon
- Nocona
  - Представлений: у 2004 році
- Ірвіндейл (Irwindale)
  - Представлений: у 2004 році
- Cranford
  - Представлений: у квітні 2005 року
  - MP версія мікропроцесора Nocona
- Потомак (Potomac)
  - Представлений: у квітні 2005 року
  - Відрізняється від мікропроцесора Cranford тільки наявністю кешу L3 розміром 8 МБ
- Paxville DP (2,8 ГГц)
  - Представлений: 10 жовтня 2005
  - Двоядерна версія мікропроцесора Irwindale, що має кеш L2 розміром 4 МБ (по 2 МБ на ядро)
  - 2,8 ГГц
  - Пропускна здатність системної шини: 800 мільйонів транзакцій в секунду
- Paxville MP — 90 нм технологічний процес (2.67 — 3.0 ГГц)
  - Представлений: 1 листопада 2005
  - Серія Двоядерний Xeon 7000
  - Версія мікропроцесора Paxville DP з підтримкою MP (MP-здатної)
  - Кеш L2: 2 МБ (за 1 МБ на ядро) або 4 МБ (по 2 МБ на ядро)
  - Пропускна здатність системної шини: 667 або 800 мільйонів транзакцій в секунду
- Демпсі (Dempsey) — 65 нм технологічний процес (2,67 — 3,73 ГГц)
  - Представлений: 23 травня 2006
  - Серія Двоядерний Xeon 5000
  - MP версія мікропроцесора Presler
  - Пропускна здатність системної шини: 667 або 1066 млн транзакцій в секунду
  - Кеш L2: 4 МБ (по 2 МБ на ядро)
  - Корпус процесора: Socket J, також відомий як LGA 771.

## 64-бітові процесори: EM64T—МікроархітектураCore 2

### Xeon
- Woodcrest — 65 нм технологічний процес (Conroe)
  - Мікропроцесор для серверів і робочих станцій з підтримкою симетричної многопроцессорности (SMP) (у разі двопроцесорних систем)
  - Представлений: 26 червня 2006
  - Двоядерний мікропроцесор
  - Підтримка інструкцій SIMD: SSE4
  - Реалізовані технології:
    - Intel Virtualization Technology — підтримка декількох операційних систем на одному комп'ютері
    - EIST (Enhanced Intel SpeedStep Technology) у моделях 5140, 5148LV, 5150, 5160
    - Execute Disable Bit
    - LaGrande технології — розширення апаратних розширень безпеки
    - iAMT2 (Intel Active Management Technology) — віддалене управління комп'ютерами

  - варіанти:
    - Xeon 5160 — 3,00 ГГц (4 Мб L2, 1333 Мгц FSB, 80 Вт)
    - Xeon 5150 — 2,66 ГГц (4 Мб L2, 1333 Мгц FSB, 65 Вт)
    - Xeon 5140 — 2,33 ГГц (4 Мб L2, 1333 Мгц FSB, 65 Вт)
    - Xeon 5130 — 2,00 ГГц (4 Мб L2, 1333 Мгц FSB, 65 Вт)
    - Xeon 5120 — 1,86 ГГц (4 Мб L2, 1066 Мгц FSB, 65 Вт)
    - Xeon 5110 — 1,60 ГГц (4 Мб L2, 1066 Мгц FSB, 65 Вт)
    - Xeon 5148LV — 2,33 ГГц (4 Мб L2, 1333 Мгц FSB, 40 Вт) — Версія зі зниженою напругою
- Clovertown — 65 нм технологічний процес (Conroe)
  - Мікропроцесор для серверів і робочих станцій з підтримкою симетричної багатопроцесорності (SMP) (у разі двопроцесорних систем)
  - Представлений: 13 грудня 2006
  - Чотирьохядерний (Quad-Core) мікропроцесор
  - Intel Virtualization Technology — підтримка декількох операційних систем на одному комп'ютері
  - EIST (технологію Enhanced Intel SpeedStep)
  - Execute Disable Bit
  - LaGrande технології — розширення апаратних розширень безпеки
  - SSSE3 SIMD інструкцій
  - iAMT2 (Intel Active Management Technology) — віддалене управління комп'ютерами
  - варіанти:
    - Xeon X5355 — 2,66 ГГц (2x4 Мб L2, 1333 Мгц FSB, 105 Вт)
    - Xeon E5345 — 2,33 ГГц (2x4 Мб L2, 1333 Мгц FSB, 80 Вт)
    - Xeon E5335 — 2,00 ГГц (2x4 Мб L2, 1333 Мгц FSB, 80 Вт)
    - Xeon E5320 — 1,86 ГГц (2x4 Мб L2, 1066 Мгц FSB, 65 Вт)
    - Xeon E5310 — 1,60 ГГц (2x4 Мб L2, 1066 Мгц FSB, 65 Вт)
    - Xeon L5320 — 1,86 ГГц (2x4 Мб L2, 1066 Мгц FSB, 40 Вт) — Версія зі зниженою напругою

### Intel Core 2
- Conroe — 65 нм технологічний процес (Conroe)
  - Мікропроцесор для настільних систем
  - Представлений: 27 липня 2006
  - Підтримка інструкцій SIMD: SSE3
  - Кількість транзисторів: 291 млн у моделей з 4 МБ кеш-пам'яті
  - Реалізовані технології:
    - Intel Virtualization Technology — апаратна віртуалізація
    - LaGrande технології — апаратна технологія захисту інформації
    - Execute Disable Bit
    - EIST (Enhanced Intel Speed Step Technology)
    - iAMT2 (Intel Active Management Technology) — віддалене управління комп'ютерами

  - Сокет: LGA775
  - варіанти:
    - Core 2 Duo E6850 — 3,00 ГГц (4 Мб L2, 1333 Мгц FSB)
    - Core 2 Duo E6800 — 2,93 ГГц (4 Мб L2, 1066 Мгц FSB)
    - Core 2 Duo E6750 — 2,67 ГГц (4 Мб L2, 1333 Мгц FSB)
    - Core 2 Duo E6700 — 2,67 ГГц (4 Мб L2, 1066 Мгц FSB)
    - Core 2 Duo E6600 — 2,40 ГГц (4 Мб L2, 1066 Мгц FSB)
    - Core 2 Duo E6550 — 2,33 ГГц (4 Мб L2, 1333 Мгц FSB)
    - Core 2 Duo E6420 — 2,13 ГГц (4 Мб L2, 1066 Мгц FSB)
    - Core 2 Duo E6400 — 2,13 ГГц (2 Мб L2, 1066 Мгц FSB)
    - Core 2 Duo E6320 — 1,86 ГГц (4 Мб L2, 1066 Мгц FSB)
    - Core 2 Duo E6300 — 1,86 ГГц (2 Мб L2, 1066 Мгц FSB)
- Conroe XE — 65 нм техпроцес
  - Настільний Extreme Edition CPU (підтримка SMP обмежена до 2 процесорів)
  - Представлений 27 липня 2006
  - Ті ж функції, що Conroe
  - LGA 775
  - варіанти:
    - Core 2 Extreme X6800 — 2,93 ГГц (4 Мб L2, 1066 Мгц FSB)
- Allendale — 65 нм техпроцес
  - Мікропроцесор для настільних систем
  - Представлений: 21 січня 2007
  - Підтримка інструкцій SIMD: SSE3
  - Кількість транзисторів: 167 мільйонів
  - Реалізовані технології:
    - LaGrande технології — апаратна технологія захисту інформації
    - Execute Disable Bit
    - EIST (Enhanced Intel Speed Step Technology)
    - iAMT2 (Intel Active Management Technology) — віддалене управління комп'ютерами

  - LGA775
  - варіанти:
    - Core 2 Duo E4700 — 2,60 ГГц (2 Мб L2, 800 МГц FSB, немає VT)
    - Core 2 Duo E4600 — 2,40 ГГц (2 Мб L2, 800 МГц FSB, немає VT)
    - Core 2 Duo E4500 — 2,20 ГГц (2 Мб L2, 800 МГц FSB, немає VT)
    - Core 2 Duo E4400 — 2,00 ГГц (2 Мб L2, 800 МГц FSB, немає VT)
    - Core 2 Duo E4300 — 1,80 ГГц (2 Мб L2, 800 МГц FSB, немає VT)
    - Core 2 Duo E4200 — 1,60 ГГц (2 Мб L2, 800 МГц FSB, немає VT)
- Merom — 65 нм технологічний процес
  - мобільний мікропроцесор
  - Представлений: 27 липня 2006
  - Реалізовані ті ж технології, що і у мікропроцесора Conroe
  - Сокет: Socket M (mFCPGA або mPGA479M), Гніздо P (mFCPGA-478)
- Kentsfield — 65 нм технологічний процес
  - Мікропроцесор для настільних систем з чотирма ядрами (Quad Core)
  - Представлений: 13 грудня 2006
  - Кількість транзисторів: 582000000
  - Реалізовані ті ж технології, що і у мікропроцесора Conroe, але на відміну від нього має 4 ядра
  - Сокет: Socket 775
  - варіанти:
    - Core 2 Extreme QX6850 — 3,00 ГГц (2x4 Мб L2, 1333 Мгц FSB) (16 липня 2007)
    - Core 2 Extreme QX6800 — 2,93 ГГц (2x4 Мб L2, 1066 Мгц FSB) (9 квітня 2007)
    - Core 2 Extreme QX6700 — 2,66 ГГц (2x4 Мб L2, 1066 Мгц FSB) (4 листопада 2006)
    - Core 2 Quad Q6700 — 2,66 ГГц (2x4 Мб L2, 1066 Мгц FSB) (16 липня 2007)
    - Core 2 Quad Q6600 — 2,40 ГГц (2x4 Мб L2, 1066 Мгц FSB) (7 січня 2007)
- Wolfdale — 45 нм (Penryn)
  - зменшений чип Conroe
  - Ті ж характеристики, як  'Conroe' зі змінами:
    - 50 % більше кеш, 6 МБ на відміну від 4 МБ
    - Intel Trusted Execution Technology
    - SSE4 SIMD інструкції

  - Кількість транзисторів 410 млн.
  - варіанти:
    - Core 2 Duo E8600 — 3,33 ГГц (6 Мб L2, 1333 Мгц FSB)
    - Core 2 Duo E8500 — 3,16 ГГц (6 Мб L2, 1333 Мгц FSB)
    - Core 2 Duo E8400 — 3,00 ГГц (6 Мб L2, 1333 Мгц FSB)
    - Core 2 Duo E8300 — 2,83 ГГц (6 Мб L2, 1333 Мгц FSB)
    - Core 2 Duo E8200 — 2,66 ГГц (6 Мб L2, 1333 Мгц FSB)
    - Core 2 Duo E8190 — 2,66 ГГц (6 Мб L2, 1333 Мгц FSB, ні TXT, ні VT)
- Wolfdale-3M — техпроцес 45 нанометрів
  - Intel Trusted Execution Technology
  - Variants
    - Core 2 Duo E7600 — 3.06 GHz (3 MB L2, 1066 MHz FSB)
    - Core 2 Duo E7500 — 2.93 GHz (3 MB L2, 1066 MHz FSB)
    - Core 2 Duo E7400 — 2.80 GHz (3 MB L2, 1066 MHz FSB)
    - Core 2 Duo E7300 — 2.66 GHz (3 MB L2, 1066 MHz FSB)
    - Core 2 Duo E7200 — 2.53 GHz (3 MB L2, 1066 MHz FSB)
- Yorkfield — техпроцес 45 нанометрів
  - Quad core CPU
  - Die shrink of Kentsfield
  - Contains 2x Wolfdale dual core dies in one package
  - Same features as Wolfdale
  - Number of Transistors 820 Million
  - Variants
    - Core 2 Extreme QX9770 — 3.20 GHz (2x6 MB L2, 1600 MHz FSB)
    - Core 2 Extreme QX9650 — 3.00 GHz (2x6 MB L2, 1333 MHz FSB)
    - Core 2 Quad Q9650 — 3 GHz (2x6 MB L2, 1333 MHz FSB)
    - Core 2 Quad Q9550 — 2.83 GHz (2x6 MB L2, 1333 MHz FSB, 95W TDP)
    - Core 2 Quad Q9550s — 2.83 GHz (2x6 MB L2, 1333 MHz FSB, 65W TDP)
    - Core 2 Quad Q9450 — 2.66 GHz (2x6 MB L2, 1333 MHz FSB, 95W TDP)
    - Core 2 Quad Q9505 — 2.83 GHz (2x3 MB L2, 1333 MHz FSB, 95W TDP)
    - Core 2 Quad Q9505s — 2.83 GHz (2x3 MB L2, 1333 MHz FSB, 65W TDP)
    - Core 2 Quad Q9400 — 2.66 GHz (2x3 MB L2, 1333 MHz FSB, 95W TDP)
    - Core 2 Quad Q9400s — 2.66 GHz (2x3 MB L2, 1333 MHz FSB, 65W TDP)
    - Core 2 Quad Q9300 — 2.50 GHz (2x3 MB L2, 1333 MHz FSB, 95W TDP)
    - Core 2 Quad Q8400 — 2.66 GHz (2x2 MB L2, 1333 MHz FSB, 95W TDP)
    - Core 2 Quad Q8400s — 2.66 GHz (2x2 MB L2, 1333 MHz FSB, 65W TDP)
    - Core 2 Quad Q8300 — 2.50 GHz (2x2 MB L2, 1333 MHz FSB, 95W TDP)
    - Core 2 Quad Q8300s — 2.50 GHz (2x2 MB L2, 1333 MHz FSB, 65W TDP)
    - Core 2 Quad Q8200 — 2.33 GHz (2x2 MB L2, 1333 MHz FSB, 95W TDP)
    - Core 2 Quad Q8200s — 2.33 GHz (2x2 MB L2, 1333 MHz FSB, 65W TDP)
    - Core 2 Quad Q7600 — 2.70 GHz (2x1 MB L2, 800 MHz FSB, no SSE4) (no Q7600 at http://ark.intel.com/ProductCollection.aspx?familyID=28398)
- Intel® Core™2 Quad Mobile Processor Family — 45 nm process technology
  - Quad core CPU
  - Variants
    - Core 2 Quad Q9100 — 2.26 GHz (2x6 MB L2, 1066 MHz FSB, 45W TDP)
    - Core 2 Quad Q9000 — 2.00 GHz (2x3 MB L2, 1066 MHz FSB, 45W TDP)

### Pentium Dual Core
- Allendale — 65 nm process technology
  - Desktop CPU (SMP support restricted to 2 CPUs)
  - Two CPUs on one die
  - Introduced January 21, 2007
  - SSSE3 SIMD instructions
  - Number of Transistors 167 Million
  - TXT, enhanced security hardware extensions
  - Execute Disable Bit
  - EIST (Enhanced Intel SpeedStep Technology)
  - Variants
    - Intel Pentium E2220 — 2.40 GHz (1 MB L2, 800 MHz FSB)
    - Intel Pentium E2200 — 2.20 GHz (1 MB L2, 800 MHz FSB)
    - Intel Pentium E2180 — 2.00 GHz (1 MB L2, 800 MHz FSB)
    - Intel Pentium E2160 — 1.80 GHz (1 MB L2, 800 MHz FSB)
    - Intel Pentium E2140 — 1.60 GHz (1 MB L2, 800 MHz FSB)
- Wolfdale-3M 45 nm process technology
  - Intel Pentium E6700 — 3.20 GHz (2 MB L2,1066 MHz FSB)
  - Intel Pentium E6600 — 3.06 GHz (2 MB L2,1066 MHz FSB)
  - Intel Pentium E6500 — 2.93 GHz (2 MB L2,1066 MHz FSB)
  - Intel Pentium E6300 — 2.80 GHz (2 MB L2,1066 MHz FSB)
  - Intel Pentium E5400 — 2.70 GHz (2 MB L2, 800 MHz FSB)
  - Intel Pentium E5300 — 2.60 GHz (2 MB L2, 800 MHz FSB)
  - Intel Pentium E5200 — 2.50 GHz (2 MB L2, 800 MHz FSB)
  - Intel Pentium E2210 — 2.20 GHz (1 MB L2, 800 MHz FSB)

### Celeron
- Allendale — 65 nm process technology
  - Variants
    - Intel Celeron E1600 — 2.40 GHz (512 KB L2, 800 MHz FSB)
    - Intel Celeron E1500 — 2.20 GHz (512 KB L2, 800 MHz FSB)
    - Intel Celeron E1400 — 2.00 GHz (512 KB L2, 800 MHz FSB)
    - Intel Celeron E1300 — 1.80 GHz (512 KB L2, 800 MHz FSB) (Exist?)
    - Intel Celeron E1200 — 1.60 GHz (512 KB L2, 800 MHz FSB)
- Wolfdale-3M — 45 nm process technology
  - Variants
    - Intel Celeron E3400 — 2.60 GHz (1 MB L2, 800 MHz FSB)
    - Intel Celeron E3300 — 2.50 GHz (1 MB L2, 800 MHz FSB)
    - Intel Celeron E3200 — 2.40 GHz (1 MB L2, 800 MHz FSB)
- Conroe-L — 65 nm process technology
  - Variants
    - Intel Celeron 450 — 2.20 GHz (512 KB L2, 800 MHz FSB)
    - Intel Celeron 440 — 2.00 GHz (512 KB L2, 800 MHz FSB)
    - Intel Celeron 430 — 1.80 GHz (512 KB L2, 800 MHz FSB)
    - Intel Celeron 420 — 1.60 GHz (512 KB L2, 800 MHz FSB)
    - Intel Celeron 220 — 1.20 GHz (512 KB L2, 533 MHz FSB)
- Conroe-CL — 65 nm process technology
  - LGA 771 package
  - Variants
    - Intel Celeron 445 — 1.87 GHz (512 KB L2, 1066 MHz FSB)

### Celeron M
- Merom-L 65 nm process technology
  - 64 KB L1 cache
  - 1 MB L2 cache (integrated)
  - SSE3 SIMD instructions, 533 MHz front-side bus, execute-disable bit, 64-bit
  - No SpeedStep technology, is not part of the 'Centrino' package
  - Variants
    - 520 — 1.60 GHz
    - 530 — 1.73 GHz
    - 540 — 1.86 GHz
    - 550 — 2.00 GHz
    - 560 — 2.13 GHz

## 32-біт процесори: Intel 32—Intel Atom
TODO: http://ark.intel.com/ProductCollection.aspx?familyId=29035

## 64-біт процесори: Intel 64—Nehalem (мікроархітектура)

### Core i5
- Lynnfield — 45 nm process technology
  - 4 physical cores
  - 32+32 Kb (per core) L1 cache
  - 256 Kb (per core) L2 cache
  - 8 MB common L3 cache
  - Introduced September 8, 2009
  - Family 6 Model E (Ext. Model 1E)
  - Socket 1156 LGA
  - 2-channels DDR3
  - Variants
    - 750 — 2.66 GHz/3.20 GHz Turbo Boost
- Clarkdale — 32 nm process technology
  - 2 physical cores/4 threads
  - 64 Kb L1 cache
  - 512 Kb L2 cache
  - 4 MB L3 cache
  - Introduced January, 2010
  - Socket 1156 LGA
  - 2-channels DDR3
  - Integrated HD GPU
  - Variants
    - 650 — 3.2 GHz Hyper-Threading Turbo Boost
    - 660/661 — 3.33 GHz Hyper-Threading Turbo Boost
    - 670 — 3.46 GHz Hyper-Threading Turbo Boost

### Core i3
- Clarkdale — 32 nm process technology
  - 2 physical cores/4 threads
  - 64 Kb L1 cache
  - 512 Kb L2 cache
  - 4 MB L3 cache
  - Introduced January, 2010
  - Socket 1156 LGA
  - 2-channels DDR3
  - Integrated HD GPU
  - Variants
    - 530 — 2.93 GHz Hyper-Threading
    - 540 — 3.06 GHz Hyper-Threading

### Pentium-G6950
- Clarkdale — 32 nm process technology
  - 2 physical cores/2 threads
  - 3 MB L3 cache
  - Introduced January, 2010
  - Socket 1156 LGA
  - 2-channels DDR3
  - Integrated HD GPU
  - 2.8 GHz (No HyperThreading)

### Core i7
- Bloomfield — 45 нм Nehalem (мікроархітектура)
  - 4 фізичних ядра
  - 256 КБ кеш-пам'яті L2
  - 8 МБ кеш-пам'яті L3
  - Front side bus замінена на QuickPath (до 6,4 ГТ /с)
  - Hyper-Threading знову включений.
  - 731 млн транзисторів
  - Intel® Turbo Boost Technology
  - TDP 130W
  - Представлений 17 листопада 2008
  - Socket 1366 LGA
  - 3-канали DDR3
  - Варіанти
    - 975 (extreme edition) — 3.33 GHz/3.60 GHz Turbo Boost
    - 965 (extreme edition) — 3.20 GHz/3.46 GHz Turbo Boost
    - 950 — 3.06 GHz/3.33 GHz Turbo Boost
    - 940 — 2.93 GHz/3.20 GHz Turbo Boost
    - 930 — 2.80 GHz/3.06 GHz Turbo Boost
    - 920 — 2.66 GHz/2.93 GHz Turbo Boost
- Lynnfield — 45 нм Nehalem (мікроархітектура)
  - 4 фізичних ядра
  - 256 КБ кеш-пам'яті L2
  - 8 МБ кеш-пам'яті L3
  - Без QuickPath, сумісний з більш повільним DMI інтерфейсом
  - Hyper-Threading
  - Представлений 8 вересня 2009
  - Socket 1156 LGA
  - 2-канали DDR3
  - Варіанти
    - 870 — 2.93 GHz/3.60 GHz Turbo Boost (TDP 95W)
    - 860 — 2.80 GHz/3.46 GHz Turbo Boost (TDP 95W)
    - 860S — 2.53 GHz/3.46 GHz Turbo Boost (TDP 82W)
- Gulftown — Westmere (мікроархітектура)
  - 6 фізичних ядер
  - 256 КБ кеш-пам'яті L2
  - 12 МБ кеш-пам'яті L3
  - Front side bus замінена на QuickPath (до 6,4 ГТ /с)
  - Hyper-Threading
  - Intel® Turbo Boost Technology
  - TDP 130W
  - Представлений 16 березня 2010
  - Варіанти
    - 980X Extreme Edition — 3.33 GHz/3.60 GHz Turbo Boost
- Intel® Core™ i7 Mobile Processor Family
  - 4 фізичних ядра
  - Hyper-Threading
  - Intel® Turbo Boost Technology
  - Варіанти
    - 940XM Extreme Edition — 2.13 GHz/3.33 GHz Turbo Boost (8 MB L3, TDP 55W)
    - 920XM Extreme Edition — 2.00 GHz/3.20 GHz Turbo Boost (8 MB L3, TDP 55W)
    - 820QM — 1.73 GHz/3.066 GHz Turbo Boost (8 MB L3, TDP 45W)
    - 720QM — 1.60 GHz/2.80 GHz Turbo Boost (6 MB L3, TDP 45W)

### Xeon
- Gainestown — 45 nm process technology
  - Same processor dies as Bloomfield
  - 256 KB L2 cache
  - 8 MB L3 cache, 4MB may be disabled
  - QuickPath up to 6.4GT/s
  - Hyper-Threading is included in some models
  - 781 million transistors
  - Introduced March 29, 2009
  - Variants
    - W5590, W5580, X5570, X5560, X5550, E5540, E5530, L5530, E5520, L5520, L5518 — 4 Cores, 8 MB L3 cache, HT
    - E5506, L5506, E5504 — 4 cores, 4 MB L3 cache, no HT
    - L5508, E5502, E5502 — 2 cores, 4 MB L3 cache, no HT

## Intel 805xx product codes
Цифрові коди, в діапазоні 805xx, продовжували використовуватись всередині фірми Intel:
| Product code  | Marketing name(s)                                                                  | Codename(s)                                                 |
| ------------- | ---------------------------------------------------------------------------------- | ----------------------------------------------------------- |
| 80500         | Pentium                                                                            | P5 (A-step)                                                 |
| 80501         | Pentium                                                                            | P5                                                          |
| 80502         | Pentium                                                                            | P54C, P54CS                                                 |
| 80503         | Pentium with MMX Technology                                                        | P55C, Tillamook                                             |
| 80521         | Pentium Pro                                                                        | P6                                                          |
| 80522         | Pentium II                                                                         | Klamath                                                     |
| 80523         | Pentium II, Celeron, Pentium II Xeon                                               | Deschutes, Covington, Drake                                 |
| 80524         | Pentium II, Celeron                                                                | Dixon, Mendocino                                            |
| 80525         | Pentium III, Pentium III Xeon                                                      | Katmai, Tanner                                              |
| 80526         | Pentium III, Celeron, Pentium III Xeon                                             | Coppermine, Cascades                                        |
| 80528         | Pentium 4, Xeon                                                                    | Willamette (Socket 423), Foster                             |
| 80529         | Celeron                                                                            | Timna (canceled)                                            |
| 80530         | Pentium III, Celeron                                                               | Tualatin                                                    |
| 80531         | Pentium 4, Celeron                                                                 | Willamette (Socket 478)                                     |
| 80532         | Pentium 4, Celeron, Xeon                                                           | Northwood, Prestonia, Gallatin                              |
| 80533         | Pentium III                                                                        | Coppermine (cD0-step)                                       |
| 80534         | Pentium 4 SFF                                                                      | Northwood (small form factor)                               |
| 80535         | Pentium M, Celeron M 310—340                                                       | Banias                                                      |
| 80536         | Pentium M, Celeron M 350—390                                                       | Dothan                                                      |
| 80537         | Core 2 Duo T5xxx, T7xxx, Celeron M 5xx                                             | Merom                                                       |
| 80538         | Core Solo, Celeron M 4xx                                                           | Yonah                                                       |
| 80539         | Core Duo, Pentium Dual-Core T-series                                               | Yonah                                                       |
| 80541         | Itanium                                                                            | Merced                                                      |
| 80542         | Itanium 2                                                                          | McKinley                                                    |
| 80543         | Itanium 2                                                                          | Madison                                                     |
| 80546         | Pentium 4, Celeron D, Xeon                                                         | Prescott (Socket 478), Nocona, Irwindale, Cranford, Potomac |
| 80547         | Pentium 4, Celeron D                                                               | Prescott (LGA 775)                                          |
| 80549         | Itanium 2 90xx                                                                     | Montecito                                                   |
| 80550         | Dual-Core Xeon 71xx                                                                | Tulsa                                                       |
| 80551         | Pentium D, Pentium EE, Dual-Core Xeon                                              | Smithfield, Paxville DP                                     |
| 80552         | Pentium 4, Celeron D                                                               | Cedar Mill                                                  |
| 80553         | Pentium D, Pentium EE                                                              | Presler                                                     |
| 80554         | Celeron 800/900/1000 ULV                                                           | Shelton                                                     |
| 80555         | Dual-Core Xeon 50xx                                                                | Dempsey                                                     |
| 80556         | Dual-Core Xeon 51xx                                                                | Woodcrest                                                   |
| 80557         | Core 2 Duo E4xxx. E6xxx, Dual-Core Xeon 30xx, Pentium Dual-Core E2xxx              | Conroe                                                      |
| 80560         | Dual-Core Xeon 70xx                                                                | Paxville MP                                                 |
| 80562         | Core 2 Quad, Core 2 Extreme QX6xxx, Quad-Core Xeon 32xx                            | Kentsfield                                                  |
| 80563         | Quad-Core Xeon 53xx                                                                | Clovertown                                                  |
| 80564         | Xeon 7200                                                                          | Tigerton DC                                                 |
| 80565         | Xeon 7300                                                                          | Tigerton                                                    |
| 80566         | Atom Z5xx                                                                          | Silverthorne                                                |
| 80567         | Itanium 91xx                                                                       | Montvale                                                    |
| 80569         | Core 2 Quad Q9xxx, Core 2 Extreme QX9xxx, Xeon 33xx                                | Yorkfield                                                   |
| 80570         | Core 2 Duo E8xxx, Xeon 31xx                                                        | Wolfdale                                                    |
| 80571         | Core 2 Duo E7xxx, Pentium Dual-Core E5xxx, Pentium Dual-Core E2210                 | Wolfdale-3M                                                 |
| 80573         | Xeon 5200                                                                          | Wolfdale-DP                                                 |
| 80574         | Core 2 Extreme QX9775, Xeon 5400                                                   | Harpertown                                                  |
| 80575         |                                                                                    | Harpertown-6M (?)                                           |
| 80576         | Core 2 Duo P7xxx, T8xxx, P8xxx, T9xxx, P9xxx, SL9xxx, SP9xxx, Core 2 Extreme X9xxx | Penryn                                                      |
| 80577         | Core 2 Duo P7xxx, P8xxx, SU9xxx, T6xxx, T8xxx                                      | Penryn-3M                                                   |
| 80578         | LE80578                                                                            | Vermilion Range                                             |
| 80579         | EP80579                                                                            | Tolapai                                                     |
| 80580         | Core 2 Quad Q8xxx, Q9xxx, Xeon 33xx                                                | Yorkfield-6M                                                |
| 80581         | Core 2 Quad Q9xxx                                                                  | Penryn QC                                                   |
| 80582         | Xeon 74xx                                                                          | Dunnington                                                  |
| 80583         | Xeon 74xx                                                                          | Dunnington QC                                               |
| 80584         | Xeon X33x3 LV                                                                      | Yorkfield CL                                                |
| 80585         | Core 2 Duo SU3xxx, Celeron 7xx, 9xx                                                | Penryn (Single-core)                                        |
| 80586         | Atom 2xx, N2xx                                                                     | Diamondville                                                |
| 80587         | Atom 3xx                                                                           | Diamondville DC                                             |
| 80588         | Xeon L3014, E3113                                                                  | Wolfdale-CL                                                 |
| 80601         | Core i7, Xeon 35xx                                                                 | Bloomfield                                                  |
| 80602         | Xeon 55xx                                                                          | Gainestown                                                  |
| 80603         | Itanium 93xx                                                                       | Tukwila                                                     |
| 80604         | Xeon 65xx, Xeon 75xx                                                               | Beckton                                                     |
| 80605         | Core i5-7xx, Core i7-8xx, Xeon 34xx                                                | Lynnfield                                                   |
| 80607         | Core i7-7xx QM, Core i7-8xx QM, Core i7-9xx XM                                     | Clarksfield                                                 |
| 80609         | Atom                                                                               | Lincroft                                                    |
| 80610         | Atom N400, D400, D500                                                              | Pineview                                                    |
| 80611         | був скасосваний                                                                    | Larrabee                                                    |
| 80612         | Xeon C35xx, Xeon C55xx                                                             | Jasper Forest                                               |
| 80613 / 80614 | Core i7-9xx XE, Xeon 36xx, Xeon 56xx                                               | Gulftown                                                    |
| 80616         | Pentium G6xxx, Core i3-5xx, Core i5-6xx                                            | Clarkdale                                                   |
| 80617         | Core i5-5xx, Core i7-6xxM/UM/LM                                                    | Arrandale                                                   |
| 80618         | Atom                                                                               | Tunnel Creek                                                |
| 80623         | процесор для настільного комп'ютера, проте не був анонсований                      | Sandy Bridge-HE-4                                           |
| 80627         | процесор для мобільних комп'ютерів, проте не був анонсований                       | Sandy Bridge-HE-4                                           |